# Mateční hornina

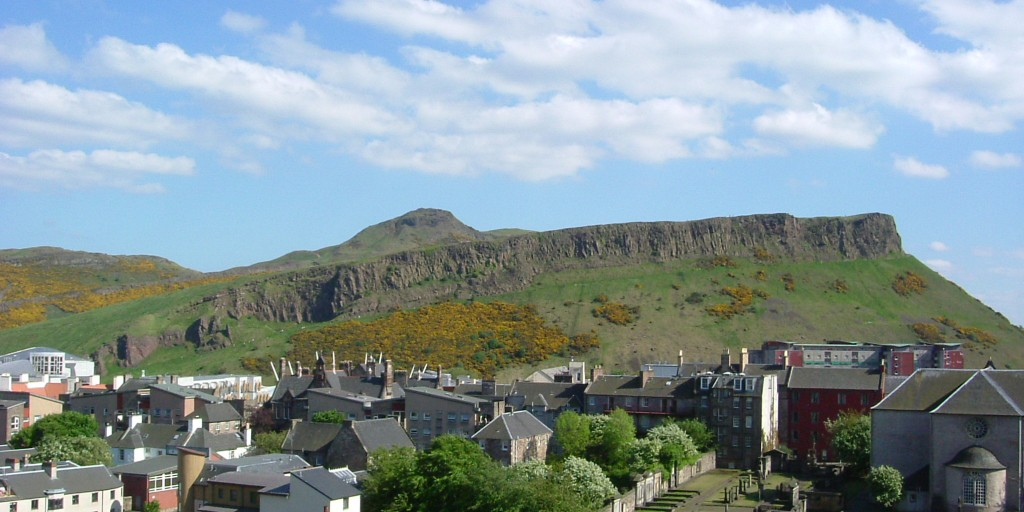
Odolnější vrstva nad městem je v podstatě obnažená mateční hornina

Mateční hornina nebo matečná hornina je pojem, kterým se v pedologii určuje hornina, která dala vzniknout dané půdě. Je nutné si ale uvědomit, že u některých půd dochází k transportu. Pak to znamená, že hornina nacházející se pod touto půdou není mateční.
V obecnějším smyslu se v geologii používá termín mateční hornina pro označení veškerých druhů hornin, které tvoří podkladový skalní masív. V některých případech může dojít k jejímu obnažení, kdy se pak mateční hornina objevuje i na zemském povrchu. Nejčastěji se jedná o vyvřelou horninu, která je nejčastěji zastoupena ve spodních partiích zemské kůry.

## Definice
Matečná hornina je pevná, přírodními činiteli nenarušená hornina magmatického, metamorfovaného či sedimentárního původu.

## Rozdělení podle minerální síly
1. horniny minerálně velmi bohaté
  - melafyry
  - čediče
  - diabasy
  - gabra
  - slíny
2. horniny minerálně bohaté
  - spraše
  - diority
  - syenity
  - amfibolity
  - vápence
  - dolomity
3. horniny minerálně středně bohaté
  - žuly
  - ruly
  - granodiority
  - sprašové hlíny
  - fylity
4. horniny minerálně slabé
  - svory
  - ryolity
  - pískovce
  - váté písky